# 502 (アルバム)
『502』（ごーまるに）は、Something ELseのヒストリー・アルバム。

## 解説
2003年に発売された『TICKET』が公式には初のベスト・アルバムとなっている。
アルバムのタイトルは、『ラストチャンス』の合宿生活を送った部屋番号に由来している。

## 収録曲
作詞・作曲：今井千尋（特記以外）
1. 悲しきノンフィクション(502MIX)
  - 編曲：Anything ELse
  - 本作リリースの為に再レコーディングが行われた。
  - ヴォーカルのキーは半音上げて歌唱されている。
2. days go by(502MIX)
  - 編曲：Anything ELse
3. 風と行きたかった(502MIX)
  - 編曲：河合徹三・Something ELse
4. 反省のうた
  - 編曲：渡辺善太郎
5. レコード
  - 作詞：大久保伸隆・今井千尋／編曲：Something ELse
6. ラストチャンス
  - 作詞・作曲：Something ELse／編曲：森俊之
7. 考える人
  - 作詞：Something ELse／編曲：白井良明
  - 「ラストチャンス」のシングル候補の一曲だった。
8. 旅に出れば
  - 編曲：森俊之
  - ストリートライブ時代からの人気曲。